# قشمار چینگه
کوه قَشمار (یا قشمار چینگه، قاشمار چینگه، قله سرنالی) یکی از کوهای واقع در دهستان سیوکانلو شهرستان شیروان است. این کوه در مجاورت روستای اولاشلو قرار دارد و دامنهٔ آن، محل ییلاق ایل سیفکانلو است. ارتفاع این کوه در حدود ۲۶۰۰ متر است که بعد از کوه کیسمار بلندترین کوه در این ناحیه محسوب می‌شود.

## موقعیت
قلهٔ قشمار در حوزهٔ استحفاظی شهرستان شیروان و در شمال شرق آن قرار دارد. این کوه از شمال به قلهٔ سنجر بیگ، از جنوب به روستای بوانلو، از شرق به روستای اولاشلو و از غرب به روستای کلاته بالی منتهی می‌شود.

## وجه تسمیه
وجه تسمه قشمار مطابق با زبان ترکی محلی به معنای «آهنگر» است. همچنین کلمهٔ چینگه به زبان ترکی به معنای «قُله» است؛ بنابراین قشمار چینگه به معنای «قلهٔ کوه آهنگر» است.

## پوشش گیاهی و تنوع جانوری
پوشش گیاهی این کوه با گیاهانی مانند ارس، گون، درمنه، اسفناج کوهی، زرشک، آنخ، گزنه (در درهٔ سرنالی)، پونه، آق باش و کنگر پوشیده شده‌است.
این کوه زیستگاه جانورانی همچون روباه، شغال، گرگ، خوک، پلنگ، خرگوش، مار، موش، کبک، تیهو، عقاب و کبوتر است.

## نگارخانه

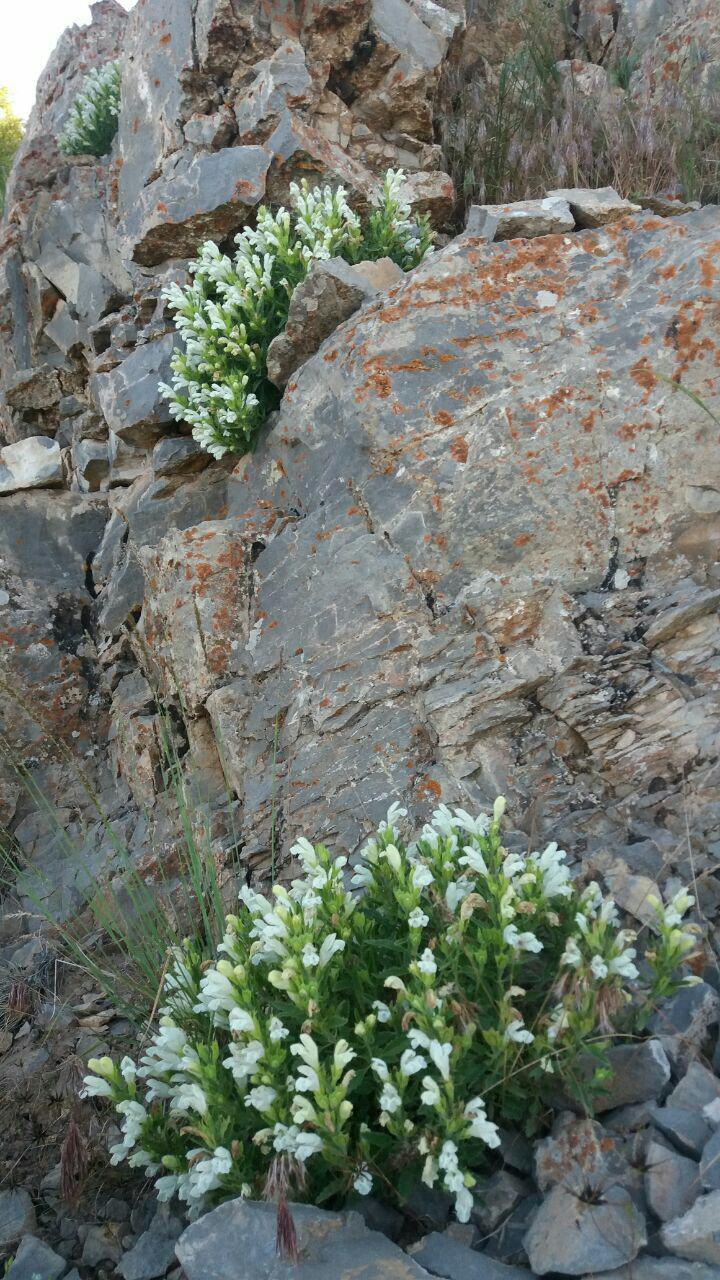
قشمار چینگه
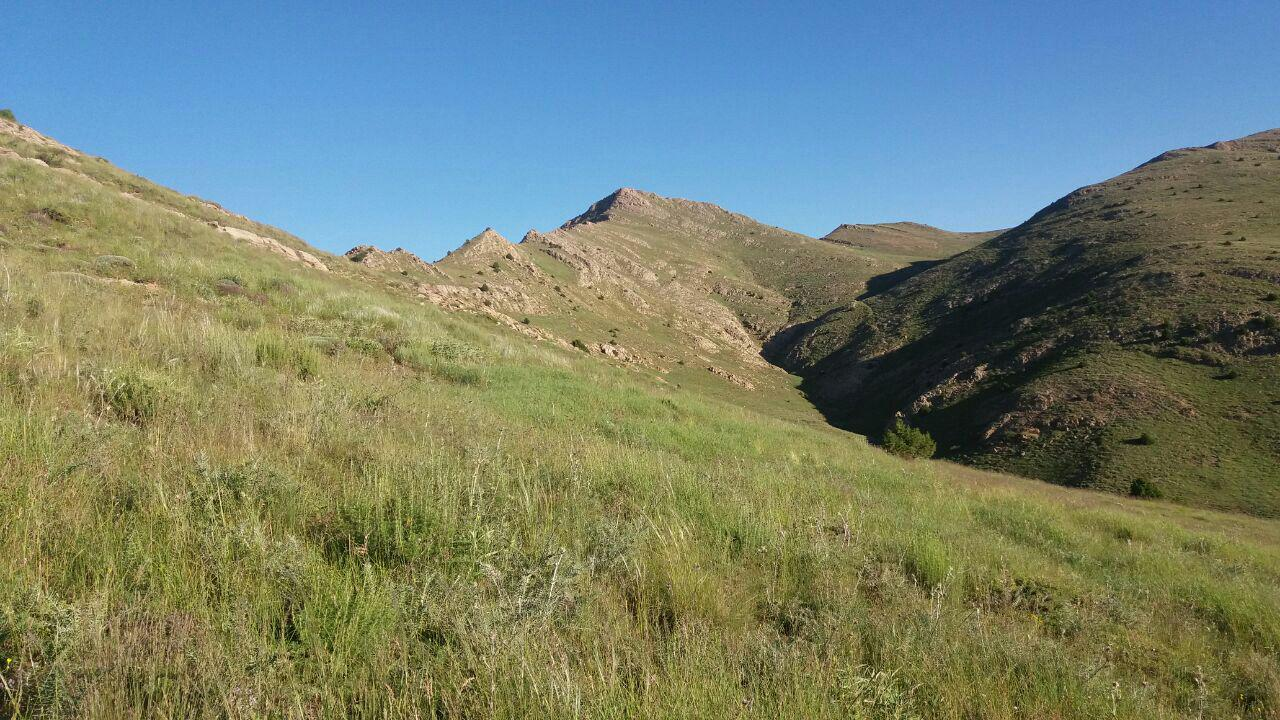
قشمار چینگه
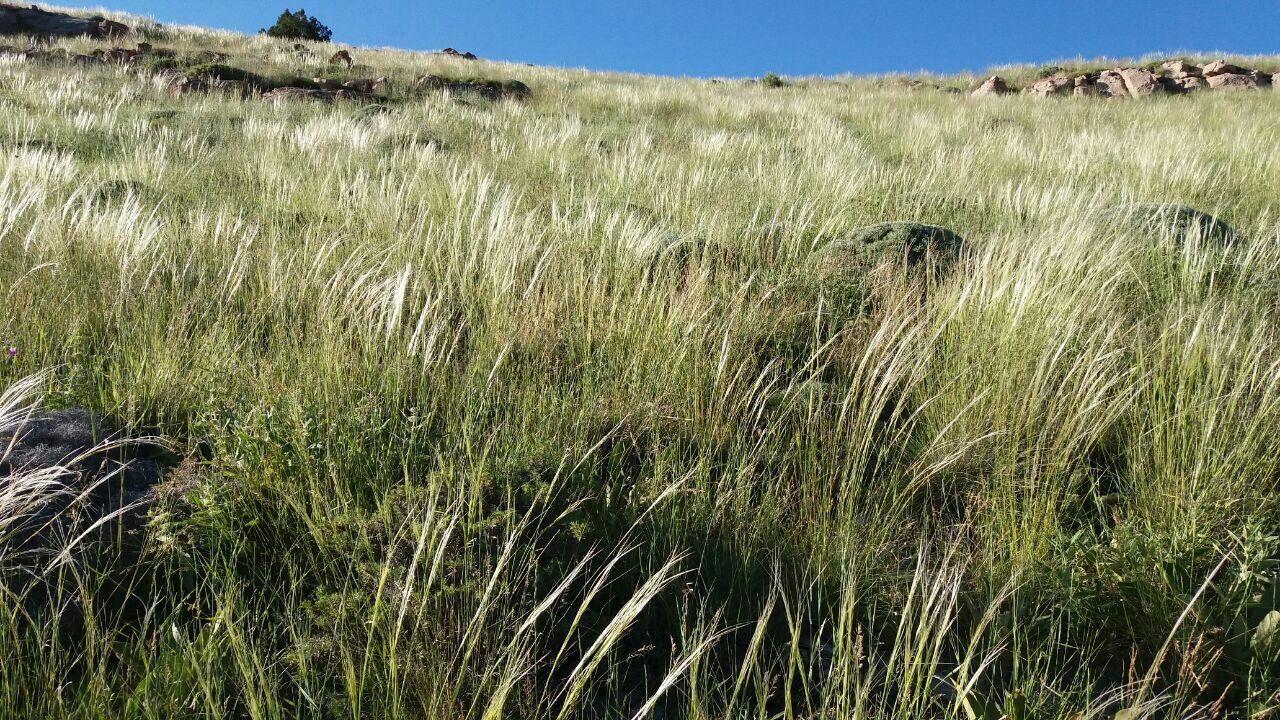
قشمار چینگه
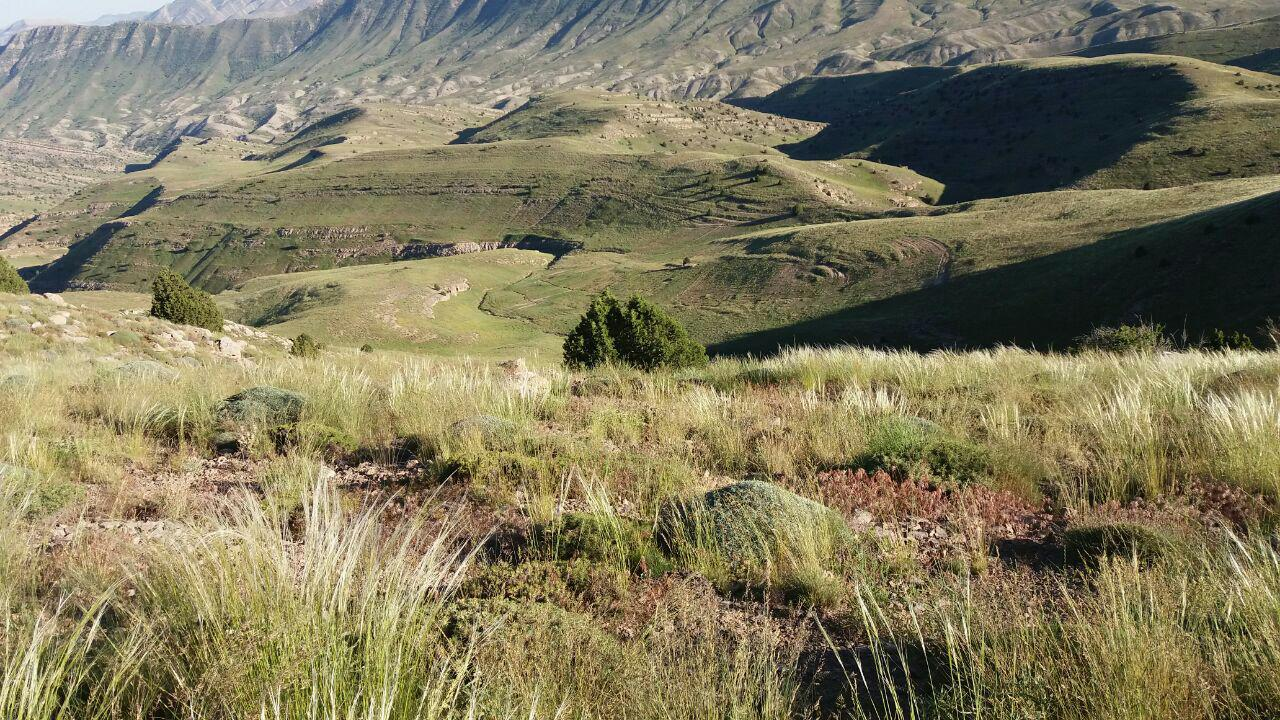
قشمار چینگه
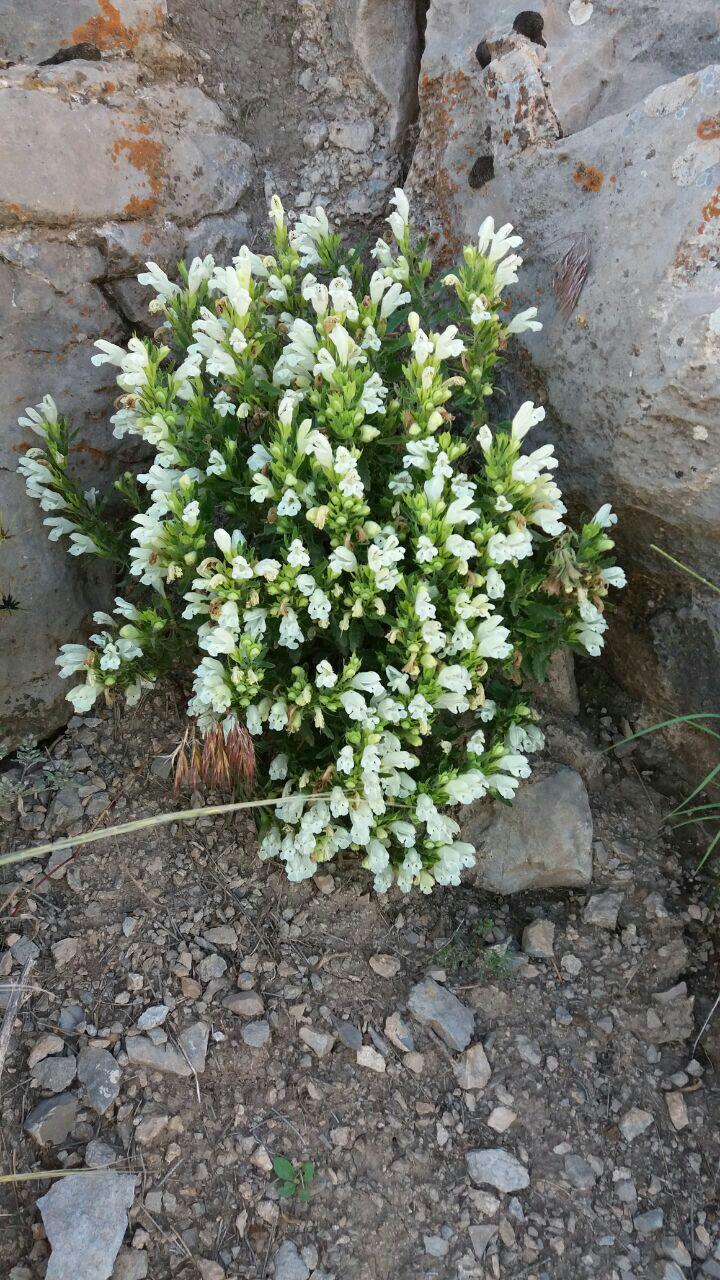
قشمار چینگه